# Ткачук, Александр Евгеньевич
Александр Евгеньевич Ткачук (род. 20 июля 1974 года, Коростышев, Житомирская область, УССР, СССР) — российский скульптор, член-корреспондент РАХ (2021).

## Биография
Родился 20 июля 1974 года в городе Коростышев Украинской ССР, живёт и работает в Красноярске.
В 1995 году — окончил скульптурно-педагогическое отделение Красноярского художественного училища имени В. И. Сурикова.
В 2001 году — окончил Красноярский государственный художественный институт по специальности «художник-скульптор».
С 2001 по 2004 годы — стажировался в Творческих мастерских Российской академии художеств в Красноярке под руководством вице-президента и академика РАХ, профессора Ю. П. Ишханова.
С 2002 года — член Союза художников России.
Ведет педагогическую деятельность в Творческой мастерской монументально-декоративной скульптуры кафедры «Скульптура» Красноярского государственного художественного института (сейчас это Сибирский государственный институт искусств имени Д. Хворостовского): с 2001 года — преподаватель, с 2008 года — доцент, с 2017 года — профессор, с 2016 года — руководитель.
С 2018 года — руководитель Творческой мастерской скульптуры Российской академии художеств в Красноярске.
С 2004 года — член правления Красноярского регионального отделения Союза художников России, с 2021 года — член Художественного совета при Департаменте градостроительства города Красноярска.
В 2017 году — избран почётным членом, в 2021 году — избран членом-корреспондентом Российской академии художеств от Регионального отделения Урала, Сибири, Дальнего Востока.

## Творческая деятельность
Основные произведения
- монументальная скульптура: «Похищение Европы» (2003), «Фемида» (2004), «Геральдический лев» (2005), «Аполлон» (2006), «Бременские музыканты» (2006), «Клоун» (2007), «Журавли» (2007), «Арлекин и Коломбина» (2008), «Икар» (2008), «Солнечный олень» (2012), «Памятник Генерал-лейтенанту А. И. Лебедю» (2013), «Памятник Труженикам тыла» (2015), Мемориальная доска «А. И. Чмыхало» (2015), скульптурная композиция «Под знаменем Победы» (2020) — все в Красноярске; «Памятник пограничникам, погибшим на острове Даманский», г. Дальнереченск (2008), городская скульптура в Караганде и Тимертау (Казахстан).
- станковые произведения: «Святой Антоний Печерский» (2012), «Господь в силах» (2017), «Святой Игнатий» (2018) и другие.

Работы находятся в собраниях музеев Красноярска и Харбина (Китай), в частных коллекциях Казахстана, Узбекистана, Италии, Германии, Китая.
Участник многочисленных выставок с 1995 года, персональные выставки: в Железногорске (2000) и в Красноярске (2014, 2020, 2021,2022).

## Награды
- лауреат Премии главы города Красноярска в области искусства (1994)
- Малая золотая медаль Первой выставки христианского искусства посвящённой 2000-летию Рождества Христова (2000)
- лауреат второй премии Всероссийской выставки христианского искусства «Вера без дел мертва» (2003)
- нагрудный знак «Герб города Красноярска» (2006)
- нагрудный знак «Герб Красноярского края» (2007)
- диплом Союза художников России (2008)
- лауреат второй премии ФСБ Российской Федерации в области изобразительного искусства (2009) — за памятник пограничникам, погибшим в 1969 году на острове Даманском
- памятный знак «40 лет Даманским событиям» (2009)
- лауреат первая премия Международного симпозиума по скульптуре г. Темиртау, Казахстан (2010)
- лауреат Премии губернатора Красноярского края «За высокохудожественные, отличающееся новизной и оригинальностью произведения» (2010)
- медаль Региональной художественной выставки «Сибирь-21» (2013)
- Золотая медаль Союза художников России (2014)
- памятный знак «45 лет событиям на острове Даманский» (2014)
- почётная грамота Губернатора Красноярского края (2017)
- почётная грамота Министерства культуры Красноярского края (2017, 2018)
- Золотая медаль Союза художников России «Духовность. Традиции. Мастерство» (2020)
- лауреат Государственной премии Красноярского края в области культуры (2021)

Награды РАХ
- Дипломы (2003, 2012)
- Золотая медаль РАХ (2022)